# Zielo Shopping Pozuelo
Zielo Shopping Pozuelo es un centro comercial situado en la localidad madrileña de Pozuelo de Alarcón. Cuenta con 66 locales comerciales en una superficie de 25 000 metros cuadrados, 16 000 de los cuales están dedicados a espacio comercial. Dispone, asimismo, de tres plantas subterráneas de aparcamiento. Es un centro comercial dirigido a un público de poder adquisitivo alto.

## Eficiencia energética
Zielo Shopping Pozuelo es el primer centro comercial de Europa en obtener la certificación LEED (líder en eficiencia energética y diseño) oro. La cubierta textil contribuye a generar energía y resguarda de la radiación solar al tiempo que permite el paso de la luz natural. El consumo medio de agua se ha reducido un 30%, y en el interior se evitan niveles nocivos de concentración de CO2, preservando la calidad del aire.

## Cómo llegar
Se encuentra en la Avenida de Europa de Pozuelo de Alarcón junto a la carretera M-503. La estación de Metro más cercana es la de Avenida de Europa, perteneciente a la línea ML-2 del Metro Ligero Oeste de Madrid. Las líneas de autobús interurbano 657A y 658A tienen parada junto al centro comercial.